# Garras humanas
Garras humanas (título original en inglés: The Unknown) es una película muda de drama y terror de 1927 dirigida por Tod Browning. Interpretada por Lon Chaney, en el papel del lanzador de cuchillos sin brazos Alonzo y por Joan Crawford como Nanon, la hija del dueño del circo en que actúa.
El director Tod Browning basó libremente la historia en un evento real de sus días de circo, donde un hombre se hizo pasar por un acróbata para evadir a la policía. Chaney realizó escenas en colaboración con un doble sin brazos en la vida real Paul Desmuke, cuyas piernas y pies se usaron para manipular objetos como cuchillos y cigarrillos mientras la parte superior del cuerpo es la de Chaney.

## Argumento
En un circo gitano que ha plantado su carpa a las afueras del viejo Madrid, actúa Alonzo, el hombre sin brazos, como tirador y lanzador de cuchillos. Está secretamente enamorado de su colaboradora en el acto, la bella Nanon, hija del dueño del circo que también despierta el interés de Malabar, el apuesto forzudo pero ella le evita porque sufre una fobia, tiene miedo de que la toquen, así que prefiere la compañía de Alonzo, al que besa y abraza como su amigo y confidente, lo que a él le encanta. Pero Alonzo en realidad sí tiene brazos, que oculta bajo un ceñido corsé, y es un delincuente que con esa identidad se esconde de la policía. Su ayudante, Cojo, le advierte que no debe dejar que Nanon le toque porque podría notar que tiene brazos. Alonzo expresa su deseo de casarse con ella y Cojo le dice que es imposible, porque en la noche de bodas descubriría su secreto y le odiaría por haberle mentido.
Antonio Zanzi, el padre de Nanon, descubre el secreto de Alonzo y este lo estrangula con sus propias manos. Nanon llega a verlo antes de huir, pero no ve su rostro, solo sus manos y que la izquierda tiene un doble pulgar. Debido a su supuesta discapacidad, Alonzo no es sospechoso para la policía. Abandona el circo y chantajea a un cirujano para que le ampute los brazos. Mientras se recupera de la operación, Malabar consigue que Nanon supere su fobia y acepte su propuesta de matrimonio.
Cuando regresa al circo unas semanas más tarde, ahora de verdad sin brazos, Alonzo le explica a Nanon que ha estado enfermo. Ella le abraza y le dice que es cierto, pues está más delgado. Luego le cuenta entusiasmada que así podrá asistir a su boda con Malabar. Alonzo se conmociona y casi sufre un colapso ante la extrañeza de la pareja. Los jóvenes están practicando un nuevo acto en que el forzudo aparenta sujetar a dos caballos tirando en direcciones opuestas, en realidad trotando sobre dos cintas en movimiento ocultas. 
Durante la primera actuación, el vengativo Alonzo maneja la palanca de la cinta para aumentar la velocidad y que los caballos desmembren a Malabar. Al darse cuenta del peligro, Nanon corre hacia la palanca, pero Alonzo amenaza con lanzarle un cuchillo, entonces la chica se dirige al caballo más cercano para intentar detenerlo. Alonzo se lanza a empujarla lejos del animal y es él quien es mortalmente pisoteado.

## Reparto
- Lon Chaney como Alonzo el sin brazos, lanzador y tirador en el circo
- Norman Kerry como Malabar el poderoso, el forzudo del circo
- Joan Crawford como Nanon Zanzi (Estrellita en el guion original), hija del dueño del circo y colaboradora en el acto de Alonzo
- Nick De Ruiz como Antonio Zanzi, el dueño del circo
- John George como Cojo, ayudante de Alonzo
- Frank Lanning como El Costra
- Polly Moran como La casera
- Bobbie Mack como El gitano
- John St. Polis como El cirujano (sin acreditar)

## Trasfondo
Lon Chaney se había convertido en una de las estrellas de cine más populares desde principios de la década de 1920. En 1924 se mudó de Universal Pictures a la recién fundada MGM. Sin embargo, la esperanza de obtener buenos guiones además de una tarifa más alta se desvaneció rápidamente. Si bien Universal aún invirtió hasta un millón de dólares en sus películas El Fantasma de la Ópera y El jorobado de Notre Dame, los roles en la MGM se limitaron a la constante repetición de gánsteres y personajes sombríos. Chaney y su director permanente Tod Browning filmaron historias de terror en su mayoría de bajo coste e historias macabras de los bajos fondos, que Chaney presentó con maquillajes a veces extremos.
Para Joan Crawford, una actriz en ascenso desde su debut en 1925, trabajar con Lon Chaney, también llamado el "hombre de las 1.000 caras", fue un desafío. Crawford no tenía entrenamiento en arte dramático y su actuación frente a la cámara hasta entonces se había limitado a unos pocos gestos ensayados. Crawford nunca había desempeñado un papel tan artísticamente exigente y rápidamente llegó al límite de sus habilidades interpretativas. Chaney cuidó intensamente a la joven compañera y le dio valiosos consejos y trucos sobre cómo interpretar a Nanon.

## Recepción
El historiador del cine Ken Hanke considera que la película es, en muchos aspectos, la mejor de las películas de Browning con Lon Chaney. Burt Lancaster dijo que en la representación de Chaney en The Unknown está "una de las escenas más convincentes y emocionalmente agotadoras que he visto hacer a un actor" (en referencia al momento en que Alonzo descubre que se ha amputado los brazos en vano).
Incluida en el libro de referencia 1001 películas que hay que ver antes de morir, sobre ella dice: "Dibujando una actuación notable e inquietante de Chaney y llenando la trama con giros y personajes inolvidables, Browning crea aquí una obra maestra escalofriante de psicología y drama (psicosexual)".

## Restauración
Durante muchos años se creyó perdida, hasta que una copia en 35 mm se localizó en la Cinémathèque Française en 1968. En 1973, en una conferencia dada en el George Eastman House, el director de la Cinémathèque Française Henri Langlois dijo que la demora en encontrar la copia de The Unknown fue porque tenían cientos de latas de películas marcadas con "l'inconnu" (en francés, "desconocido") en su colección. En la copia conservada todavía faltan varias escenas iniciales y planos, pero no afectaba seriamente la continuidad de la historia. Duraba así 47 minutos, de los originales 65.
En 2022 se anunció el descubrimiento en un archivo checo de otra copia, igualmente levemente incompleta, pero las partes faltantes se conservaban en la otra y viceversa, con lo que pudo ser restaurada combinando ambas por la George Eastman House. La nueva versión íntegra fue estrenada en el Festival de Cine Mudo de Pordenone de ese año y lanzada en formato doméstico por The Criterion Collection en octubre de 2023 en una caja que también incluye Freaks y Zara la mística. Las escenas recuperadas son el inicio con un niño mirando la carpa del circo en la plaza desde una vieja torre y su abuelo dándole una moneda para que pueda ir y comprar una entrada, el espectáculo con caballistas, payasos y funambulistas, las reacciones de algunas personas entre el público; Alonzo defendiendo a Nanon de Costra tras la actuación y una anciana echándole las cartas a Nanon y prediciendo dolor y muerte justo antes del asesinato de su padre, además de otros momentos, como las habilidades de Alonzo para encender una cerilla o servirse y tomar un café.

## En la cultura popular
- El relanzamiento en España fue solo en Madrid (por Artistic Metropol) y solo en versión subtitulada.

- Esta película y todas las demás producidas en 1927 ingresaron al dominio público de los EE. UU. en 2023.

- El grupo español Orquesta Mondragón dedica a la película su canción Garras Humanas de su álbum Bésame, tonta (1982).